# Сестра Хаос
«Сестра Хаос» — пятнадцатый «естественный» альбом группы «Аквариум».
Борис Гребенщиков об альбоме:
Альбом должен был называться «Псалмы», просто, старцы отговорили меня от этого названия. Альбом представляет собой псалмы. Там не один псалом, там девять псалмов. То есть, я следую примеру своего родственника — Царя Давида, написал 9 псалмов, необходимых мне в моей реальной жизни. Псалмы, впервые в истории написанные на музыку гопака и мазурки.
(Из интервью БГ.)

## История создания

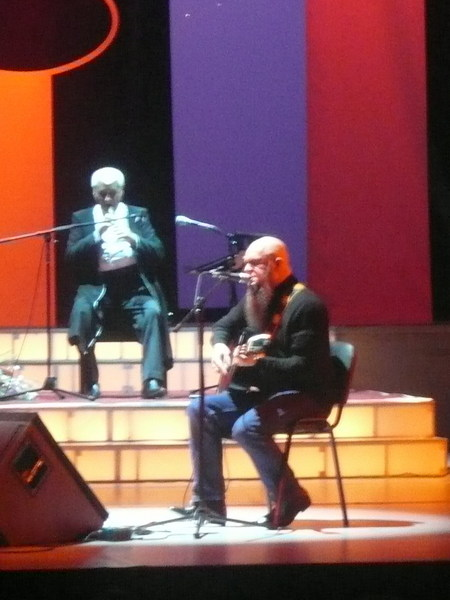
Борис Гребенщиков выступает как гость на концерте Дживана Гаспаряна, 2008 год

Альбом создавался в течение целого года, в 2001—2002. Для него поначалу было отобрано 15 — 20 песен, из которых осталось только 9. В записи принял участие знаменитый армянский музыкант Дживан Гаспарян.
Альбом очень аутентичен по настроению и музыкальному стилю и не похож ни на один из предыдущих альбомов «Аквариума»: «При записи альбома старый опыт был забыт. У нас вообще не было никаких ориентиров — были только какие-то интуитивные предчувствия, что и как надо делать. Боря первый хотел сделать все так, чтобы получилось ни на что не похоже. И ведь, кажется, получилось!» (Из интервью Андрея Суротдинова.)

## Участники записи
- БГ — голос, гитары
- Андрей Суротдинов — скрипка, альт, meliotron (2), поворот ключа
- Альберт Потапкин — drums, голос (7)
- Шар — percussion
- Борис Рубекин — keyboards & programming (7)
- Владимир Кудрявцев — бас и контрабас
- Дживан Гаспарян — дудук (9)
- Севара Назархан — голос (2, 3)
- Максим Леонидов — голос (2)
- Владимир Юнович — виолончель
- Андрей Самсонов — клавиши, программирование, продюсирование, сведение
- Григорий Варшавский (орган)
- А. Баранов — Скрипка
- И. Молокина (cello)
- М. Андреева (alto)
- С. Березовский (гитара)
- А. Коган (труба)
- В. Савин (тромбон)

## Список композиций
Все песни написаны БГ.
1. 500 (3:29)
2. Брод (4:14)
3. Нога судьбы (5:00)
4. Растаманы из глубинки (3:59)
5. Брат-никотин (3:25)
6. Слишком много любви (3:32)
7. Псалом 151 (4:21)
8. Кардиограмма (3:33)
9. Северный цвет (6:12)